# Poprzecznica (fortyfikacja)

A, B – poprzecznice na wale fortecznym, rozdzielające stanowiska

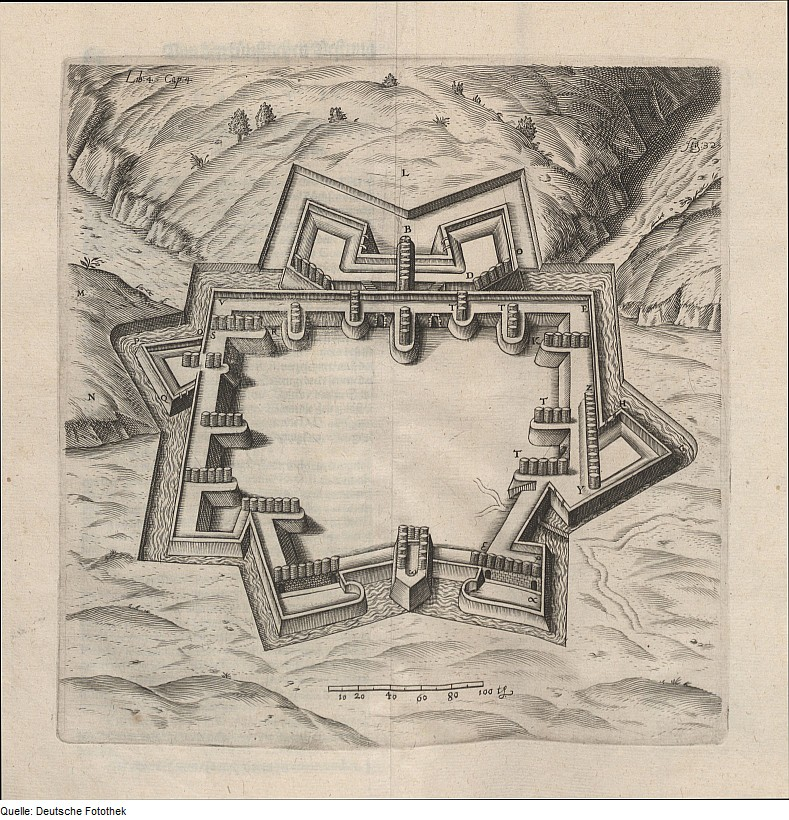
T – poprzecznice na wale artyleryjskim, B – poprzecznica dzieląca wnętrze dzieła rogowego na rycinie z 1604

Poprzecznica (także: trawers) – wał ziemny wewnątrz dzieła obronnego (np. fortu lub reduty), służący ochronie wnętrza przed płaskim ogniem z boku, zwłaszcza z pozycji górującej nad dziełem. Wersją poprzecznicy były krótkie wały prostopadłe do przedpiersia, rozdzielające sąsiednie stanowiska artyleryjskie i chroniące umieszczone w nich działa przed ogniem z boku. Często wewnątrz poprzecznicy znajdowały się schrony pogotowia.
Poprzecznicą nazywa się też krótki wał osłaniający (z zewnątrz lub wewnątrz) wejście do dzieła obronnego.